# Baccharis nebulae
Baccharis nebulae là một loài thực vật có hoa trong họ Cúc. Loài này được Malag. & Hatschbach ex A.S. Oliveira & Marchiori mô tả khoa học đầu tiên.